# شارل انزوگبیا
شارل انزوگبیا (فرانسوی: Charles N'Zogbia‎؛ زادهٔ ۲۸ مهٔ ۱۹۸۶) بازیکن سابق فوتبال اهل فرانسه است.
از باشگاه‌هایی که در آن بازی کرده‌است می‌توان به باشگاه فوتبال استون ویلا، باشگاه فوتبال نیوکاسل یونایتد، باشگاه فوتبال ویگان اتلتیک، و باشگاه فوتبال لو آور اشاره کرد.
وی همچنین در تیم‌های ملی فوتبال زیر ۲۱ سال فرانسه فرانسه بازی کرده‌است.